# James Spearman Winter
Sir James Spearman Winter (Lamaline, 1 januari 1845 – Toronto, 6 oktober 1911) was een Newfoundlands jurist en politicus. Hij was premier van Newfoundland van 1897 tot 1900.

## Carrière

### Juridische carrière
In 1882 werd Winter als jurist aangesteld tot sollicitor-general voor de conservatieve overheid van Newfoundlands premier William Whiteway. 
Tijdens het bestuur van Whiteway vonden er in 1883 dodelijke sektarische rellen tussen katholieke en protestanten plaats in Harbour Grace. Winter was voorzitter van de Newfoundlandse Oranjeorde en broedde erna op plannen om een nieuwe protestantse partij op te richten. In het kader daarvan gaf hij in 1885 zijn ontslag.
Sir Robert Thorburn was hem echter voor met de oprichting van de pro-protestantse Reform Party. Thorburn werd nog in 1885 premier en Winter trad voor diens regering in dienst als procureur-generaal. In die rol vertegenwoordigde hij de Kolonie Newfoundland in 1887-1888 op de visserijconferentie te Washington. In 1889 verloor de regering-Thorburn de verkiezingen en verloor Winter zijn positie.
Hij werd in 1893 aangesteld als rechter aan het hooggerechtshof van Newfoundland.

### Politieke carrière
Winter gaf in hetzelfde jaar waarin hij benoemd werd tot het hooggerechtshof reeds zijn ontslag. Hij deed dit om voorzitter te kunnen worden van de Tory Party (de opvolger van de ter ziele gegane Reform Party). Hij won met zijn Tory Party de verkiezingen van 1897, waarop Winter aangesteld werd als premier.
De regering-Winter kende contracten voor de aanleg van spoorwegen toe aan de rijke familie Reid. Dit leidde tot een schandaal aangezien de minister van financiën als juridisch adviseur in loondienst van de familie Reid bleek te zijn. De liberale oppositie beschuldigde de regering-Winter ervan de Newfoundlandse belangen te verkopen aan de Reids. Het schandaal wordt bekeken als een van de redenen waarom Winter de verkiezingen van 1900 verloor.

### Later leven en dood
Na zijn politieke nederlaag legde Winter zich opnieuw toe op zijn juridische carrière. In 1910 diende hij nog als juridisch adviseur van de Britse regering voor het Permanent Hof van Arbitrage in Den Haag in het kader van een Newfoundlands visserijdispuut.
Winter overleed op 6 oktober 1911 in de Canadese stad Toronto. Ter zijn ere werd het Newfoundlandse kustdorp Scilly Cove in 1912 omgedoopt tot Winterton.
Zijn zonen James en Harry bouwden na zijn dood beide een juridische en politieke loopbaan uit.

## Ereteken
- Orde van Sint-Michaël en Sint-Joris